# Timothy Foster
Timothy James Carrington Foster –conocido como Tim Foster– (Londres, 19 de enero de 1970) es un deportista británico que compitió en remo.
Participó en tres Juegos Olímpicos de Verano, obteniendo dos medallas, bronce en Atlanta 1996 y oro en Sídney 2000, en la prueba de cuatro sin timonel, y el sexto lugar en Barcelona 1992 (ocho con timonel).
Ganó siete medallas en el Campeonato Mundial de Remo entre los años 1989 y 1999.

## Palmarés internacional
| Juegos Olímpicos   | Juegos Olímpicos              | Juegos Olímpicos  | Juegos Olímpicos   |
| Año                | Lugar                         | Medalla           | Prueba             |
| ------------------ | ----------------------------- | ----------------- | ------------------ |
| 1996               | Atlanta (Estados Unidos)      | Medalla de bronce | Cuatro sin timonel |
| 2000               | Sídney (Australia)            | Medalla de oro    | Cuatro sin timonel |
| Campeonato Mundial |                               |                   |                    |
| Año                | Lugar                         | Medalla           | Prueba             |
| 1989               | Bled (Yugoslavia)             | Medalla de bronce | Ocho con timonel   |
| 1991               | Viena (Austria)               | Medalla de bronce | Ocho con timonel   |
| 1994               | Indianápolis (Estados Unidos) | Medalla de bronce | Cuatro sin timonel |
| 1995               | Tampere (Finlandia)           | Medalla de plata  | Cuatro sin timonel |
| 1997               | Aiguebelette (Francia)        | Medalla de oro    | Cuatro sin timonel |
| 1998               | Colonia (Alemania)            | Medalla de oro    | Cuatro sin timonel |
| 1999               | St. Catharines (Canadá)       | Medalla de plata  | Ocho con timonel   |